# Eva Ngui Nchama
Eva Ngui Nchama (Malabo, Guinea Equatorial, 9 de juny de 1985) és una atleta especialista en 100 m llisos i 200 m llisos.
Ngui, que pateix albinisme (sent de família negra) i deficiència visual, va emigrar a Espanya quan tenia cinc anys. Ha estat part del conjunt femení d'atletisme espanyol que ha participat en diversos Jocs Paralímpics. Va aconseguir la medalla de bronze en els Jocs Paralímpics de Pequín 2008 en la categoria T12 amb un temps de 12s 58 en els 100 m llisos i amb 25s 70 en els 200 m llisos. D'altra banda, també va participar en els Jocs Paralímpics d'Atenes 2004 i en els Jocs Paralímpics de Londres 2012, en ambdues ocasions en els 100 m llisos.
D'altra banda, va rebre la medalla d'or en els Jocs Mundials per a Cecs i Deficients Visuals 2003 a Quebec, i la medalla de plata en el Mundial d'Atletisme realitzat en Lilla l'any 2002.
En 2012, va rebre una beca d'atleta de 18.000 € del Pla ADO, i una altra de 2.500 € per al seu entrenador i una tercera de 3.000 € de reserva.